# José Amorín Batlle
José Gerardo Amorín Batlle (Montevideo, 9 de noviembre de 1954), abogado y político uruguayo, perteneciente al Partido Colorado. Actualmente es el presidente del Banco de Seguros del Estado.

## Biografía

### Familia
Su padre, Julio Amorín Larrañaga, fue abogado y político colorado, se desempeñó como ministro en los primeros meses del gobierno de Juan María Bordaberry; era además hermano del político nacionalista Ernesto Amorín Larrañaga. Su madre, Susana Batlle Iribarne, era prima del expresidente Jorge Batlle. 
Casado con la maestra Elita del Campo Rivas, tiene tres hijos varones y tres nietas.

### Formación y política
Amorín cursó su escolaridad en The British Schools of Montevideo. Es egresado de la Facultad de Derecho y Ciencias Sociales. Se destacó en la Facultad de Derecho de la Universidad de la República por su interés en la Economía Política, primero como estudiante y luego ya como profesional, colabora en la Cátedra de Economía de la mencionada casa de estudios. La política forma parte integral de su vida. Está ligado a tal actividad por sus orígenes familiares, al estar emparentado con dos de las familias más destacadas en la vida política nacional; por un lado los Amorín (ver  Barrios Amorín) y por otro los Batlle (ver  Batlle). Junto con su familia en 1980 participó en la campaña por el NO al plebiscito constitucional llevado a cabo por el gobierno de facto. La victoria de tal papeleta permitió facilitar la transición hacia la democracia que finalmente se logró en el año 1985.
Entre 1977 y 1980 se desempeñó como procurador en la División Jurídica de la Universidad del Trabajo, luego ingresó como abogado al Instituto Nacional de Colonización donde fue designado en el año 1984 como Director del Departamento Jurídico. Fue durante estos años expositor invitado en encuentros de juristas sobre Derecho Agrario como las "IV Jornadas de Derecho Agrario" celebradas en 1984 en el Departamento de Durazno y al año siguiente en las "V Jornadas de Derecho Agrario" que tuvieron lugar en Paysandú. Otros cargos que ocupó en el sector de la administración pública fueron el de Secretario Letrado del Directorio de la Administración Nacional de Puertos (ANP) durante los años 1986-1987, como asesor del director de UTE Mario Reibakas entre los años 1991 y 1995 y como asesor letrado de la gerencia del Banco de Previsión Social (BPS) en 1996, año en el que renuncia a su cargo en la administración pública para hacerse cargo como socio principal del estudio de abogados Amorín-Larrañaga.

### Representante Nacional
Retomando  su actividad en el Partido Colorado, en el año 1989 José decidió involucrarse más en la actividad político-partidaria, comenzando en los barrios Peñarol, Sayago, Conciliación, Colón y Lezica, que actualmente conforman los centros comunales zonales 12 y 13. Siempre vinculado estrechamente con su departamento natal, Montevideo, realizó la coordinación política de la Lista 15 en los mencionados barrios.
En el año 1994 es electo Diputado (Suplente) por Montevideo. Entre 1995 y 1999 también integró el Comité Ejecutivo Departamental (Montevideo) del Partido Colorado. Se presenta a las elecciones internas del Partido Colorado celebradas en abril de 1999 encabezando la Lista 151515 acompañando la candidatura de Jorge Batlle. Esa lista resulta la ganadora de dichas elecciones, siendo la más votada del país (cerca de 38.000 votos). Posteriormente en las Elecciones Nacionales del año 1999 es primero candidato y luego resulta elegido como representante Nacional por el Departamento de Montevideo. 
Ingresa a la Cámara de Diputados en el periodo 2000-2005. Es nombrado coordinador de Bancada por sus compañeros del Sector Batllismo Lista 15 y siguiendo su interés por los asuntos de la economía nacional preside la Comisión de Hacienda. En el año 2004 es nombrado Presidente de la Cámara de Diputados. En octubre del mismo año el presidente de la República le confía la cartera de Educación y Cultura ejerciendo tal ministerio hasta el 1 de marzo de 2005.
En las elecciones internas de 2004 resulta nuevamente ganador, siendo su lista la más votada del sector. Por segundo período consecutivo resulta elegido como representante Nacional por el Departamento de Montevideo en octubre de 2004. En el año 2005 asume como diputado por el Departamento de Montevideo periodo 2005-2010. Integra la Comisión de Hacienda y es coordinador de la Bancada de Legisladores de la Lista 15. Integra el Comité Ejecutivo Nacional del Partido Colorado de forma ininterrumpida desde el año 1999.
Además ha participado en múltiples congresos y jornadas internacionales durante los últimos diez años, a saber: fue expositor invitado a la primera reunión de "Líderes Políticos Latinoamericanos" realizada en Buenos Aires, República Argentina entre el 12 y 13 de marzo de 2001. También del 10 al 12 de mayo del mismo año en la capital argentina expuso en el "XII Seminario de Marketing Político. La Campaña Permanente II". Finalmente asistió también ese año al seminario "Nuevos Desafíos de la Responsabilidad Política" que tuvo lugar durante los días 30 de octubre, 1 y 2 de noviembre en Buenos Aires. Durante el año 2002 expuso como invitado en el taller "Uruguay HOY" realizado el 25 de abril en Montevideo. También fue expositor invitado del seminario organizado por el Ministerio de Relaciones Exteriores y la Organización de Estados Americanos (OEA) en Uruguay "La Cultura Democrática y el Aporte de la Carta Democrática Iberoamericana" integrando un panel en donde expuso sobre "La Democracia y la Sociedad Civil: el papel de la sociedad civil en la defensa y la promoción de la democracia". Otro destacable evento al que asistió en calidad de expositor fue el foro "Deuda Externa: propuestas para salir de una crisis" organizado por la fundación Friedrich Ebert - Fesur, Instituto Sudwind de Alemania y la Presidencia de la Cámara de Representantes que tuvo lugar los días 11 y 12 de marzo de 2003. Ese mismo año fue expositor invitado a la conferencia "The Future of MERCOSUR" realizada en la prestigiosa London School of Economics de Londres, Reino Unido. Su destacado rol en el sector público y privado al igual que las numerosas conferencias, seminarios y foros a los que ha asistido en calidad de expositor hacen del Diputado José Amorín, uno de los miembros con mayor preparación y experiencia con los que cuenta el cuerpo de la Cámara de Representantes en la actualidad.

### Precandidato a Presidente por la Lista 15
En el año 2007 el diputado Amorin fue designado para representar a la lista 15 en las elecciones internas de 2009. El 17 de mayo de 2008, la resolución fue adoptada por la totalidad de la dirigencia de la lista 15, cuyos principales representantes, en el Platense Patín Club con alrededor de tres mil personas, proclamaron a José Amorín como precandidato de la Lista 15 a la Presidencia de la República. Un mes más tarde, el 23 de junio se realizó el lanzamiento de los Grupos de Análisis y Propuestas, cuyos primeros fueron lineamientos fueron presentados en el teatro Moviecenter de Montevideo el 5 de noviembre de 2008 con la presencia de Jorge Batlle. En las elecciones internas de 2009 que se llevaron a cabo el domingo 29 de junio de 2009, Amorín Batlle obtuvo el 17% de los votos de su partido quedando en segundo lugar, detrás del Dr. Pedro Bordaberry.
De cara a las elecciones de octubre, Amorín encabezó la lista al Senado del nuevo sector Propuesta Batllista, seguido por Tabaré Viera. Ambos fueron elegidos.
Se presentó a las elecciones internas de 2019. Las internas coloradas fueron ganadas por Ernesto Talvi, seguido por Sanguinetti y Amorin.
Tras la victoria electoral de la Coalición Multicolor en las elecciones generales de 2019, asumió el 23 de marzo de 2020 como Presidente del Banco de Seguros del Estado (BSE).

## Documental
- Amorín es una figura entrevistada en el documental de 2024 Jorge Batlle: entre el cielo y el infierno, dirigido por Federico Lemos.